# 鰍澤町
鰍澤町（日语：〔〕／ Kajikazawa chō */?）為位於山梨縣南巨摩郡的町。2010年3月8日與增穗町合併成富士川町。

## 地理

### 隣接的自治區
- 南巨摩郡增穗町・身延町・早川町
- 西八代郡市川三鄉町

## 名勝・古跡・觀光
- 大法師公園
- 大柳川

## 外部連結
- 鰍澤町公所[永久]